# To Rococo Rot
To Rococo Rot war ein Post-Rock-Trio aus Berlin, welches 1995 von Stefan Schneider (E-Bass, zu der Zeit auch bei Kreidler) sowie den Brüdern Ronald (Gesang, Schlagzeug, Samples) und Robert (E-Gitarre, Samples) Lippok gegründet wurde.
Der Bandname ergibt sowohl vorwärts als auch rückwärts gelesen denselben Text. Er entstammt einer Palindrom-Sammlung aus dem 19. Jahrhundert.

## Geschichte
Die Brüder Ronald und Robert Lippok hatten bereits in den 1980er-Jahren in Ost-Berlin mit dem Projekt Ornament und Verbrechen elektronische Musik und Punk miteinander verbunden. Robert Lippok und der damalige Kreidler-Bassist Stefan Schneider lernten sich 1995 kennen und beschlossen, irgendwann zusammenzuarbeiten. Im Rahmen eines Kunstprojekts in der Berliner Galerie „Weißer Elefant“, an dem auch Roberts Bruder Ronald beteiligt war, trafen sie sich ein halbes Jahr später wieder. Innerhalb weniger Tage spielten die drei ein Album ein: Das To Rococo Rot betitelte Werk erschien 1996 beim Berliner Indie-Pop/-Electro-Label Kitty-Yo.
Schon 1997 folgte das nächste Album, Veiculo, mit dem die Band zum Berliner City-Slang-Label wechselte. 1999 wechselte die Band zu Mute Records und das Album The Amateur View wurde veröffentlicht, gefolgt durch Music Is a Hungry Ghost und Kölner Brett im Jahr 2001, Hotel Morgen im Jahr 2004 und Taken from Vinyl im Jahr 2006.
Auf ihrer letzten LP aus dem Jahr 2014 arbeiteten To Rococo Rot das erste Mal mit Gesang, den Arto Lindsay auf drei Stücken beisteuerte. Am Ende desselben Jahres löste sich die Band – nach einem letzten Konzert in Berlin –  auf.
To Rococo Rot waren am 30. September 1997 sowie am 11. April und am 27. September 1999 bei dem britischen Radio-DJ John Peel zu Gast. Zehn Stücke der dort eingespielten Radiosessions wurden 2022 bei Bureau B unter dem Albumtitel John Peel BBC Sessions 97-99 veröffentlicht.
1. 1 2  Ulrich Stock: Hausmusik aus zwölf Modulen. In: Zeit Online. 31. Oktober 2001, abgerufen am 2. August 2020.
2. ↑  Eric Mandel: Punk-Minimalisten: Das lange Stück zum kurzen Anfang. In: Der Tagesspiegel. 17. Mai 2001, abgerufen am 2. August 2020.
3. ↑  John Freeman: The Voice Of Minimalism: An Interview With To Rococo Rot. In: The Quietus. 7. Juli 2014, abgerufen am 2. August 2020 (amerikanisches Englisch).
4. ↑  100 Berliner Platten – Teil 4 (76-100). In: Tip Berlin. GCM Co City Media GmbH, 2. Februar 2018, abgerufen am 2. August 2020.
5. ↑  Thomas Vorreyer: „Es gab nie eine Entwicklung“ – ein letztes Interview mit To Rococo Rot. In: Spex. Piranha Media GmbH, 18. Dezember 2014, ehemals im Original (nicht mehr online verfügbar); abgerufen am 2. August 2020. (Seite nicht mehr abrufbar. Suche in Webarchiven)
6. ↑  Robert Mießner: John-Peel-Sessions von To Rococo Rot: In den Ätherwellen treffen. In: Die Tageszeitung: taz. 12. Dezember 2022, ISSN 0931-9085 (taz.de [abgerufen am 7. März 2024]).

Ronald Lippok war zudem auch bei Tarwater aktiv, ebenfalls seit 1995.

## Diskografie

### Alben
- To Rococo Rot (Kitty-Yo, 1996)
- Veiculo (City Slang Records, 1997)
- The Amateur View (City Slang Records, 1999)
- Kölner Brett (City Slang Records, 2001)
- Music Is a Hungry Ghost (City Slang Records, 2001)
- Hotel Morgen (Domino Records, 2004)
- Taken from Vinyl (Staubgold, 2006)
- ABC One Two Three (Domino Records, 2008)
- Speculation (Domino Records, 2010)
- Instrument (City Slang Records, 2014)
- John Peel BBC Sessions 97-99 (Bureau B, 2022)

### EPs
- Paris 25 (City Slang Records, 1998)
- TRRD (Soul Static Sound, 1998)
- Pantone (City Slang Records, 2001)

### Singles
- She Understands the Dynamics (FatCat Records, 1998)
- Telema (City Slang Records, 1999)
- Cars (City Slang Records, 1999)
- Jacky (Sub Pop Records, 2000)
- Cosimo (Domino Records, 2004)